# 물양지꽃
물양지꽃(-陽地-)은 장미과에 딸린 여러해살이풀이다. 한국·중국 동북부·일본·우수리강 유역·아무르 등지에 퍼져 산다.

## 사진

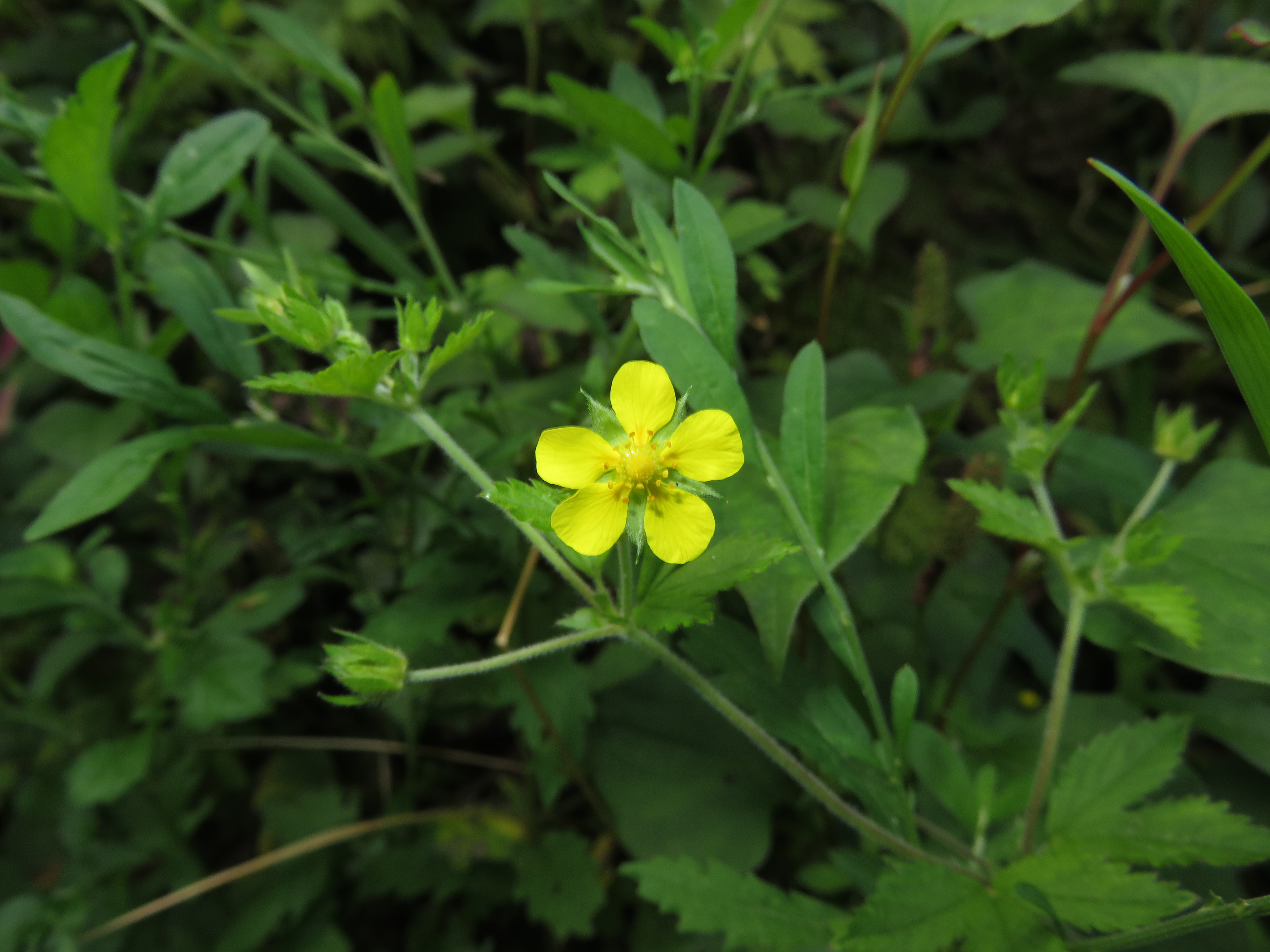
꽃
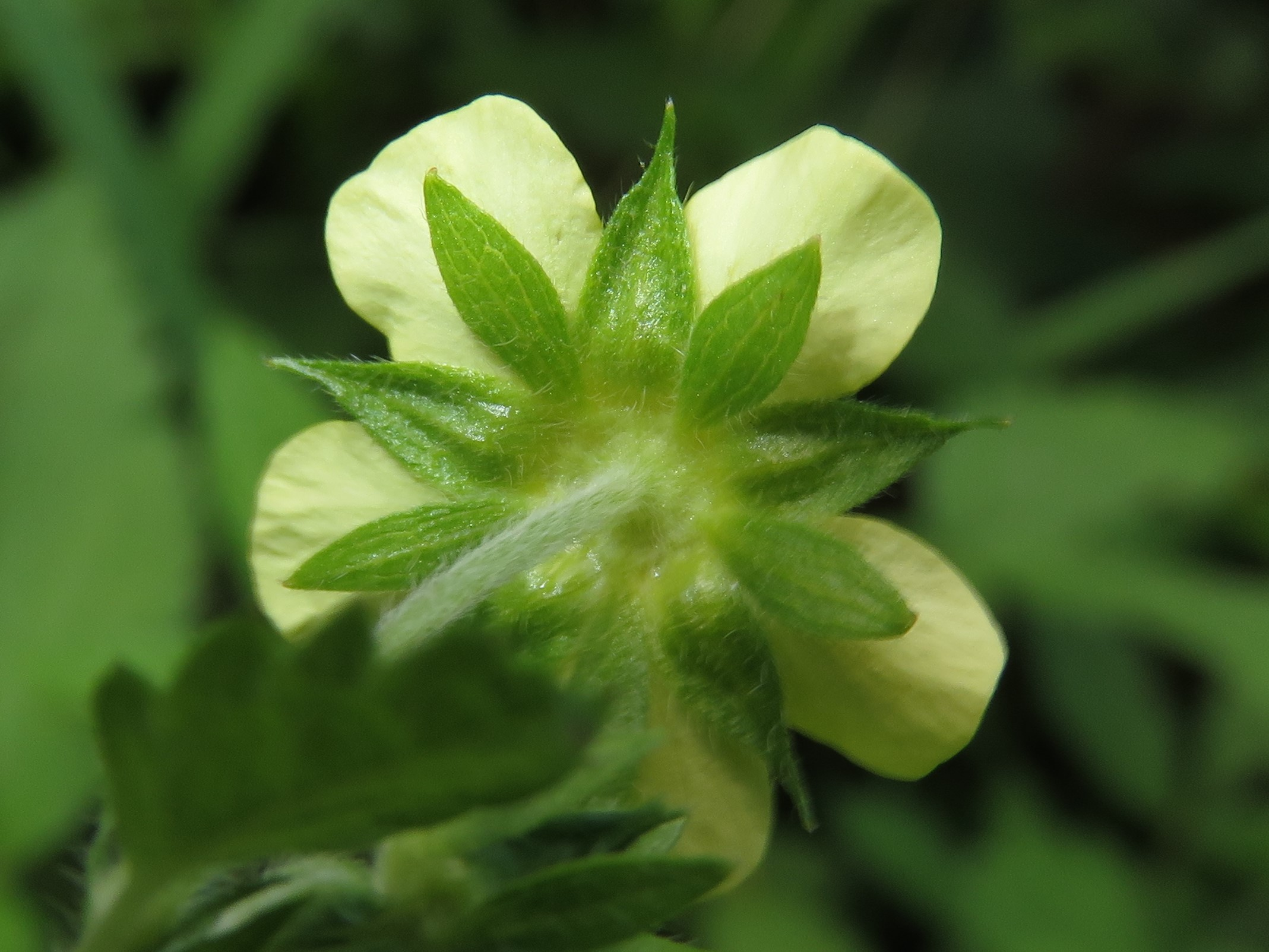
총포
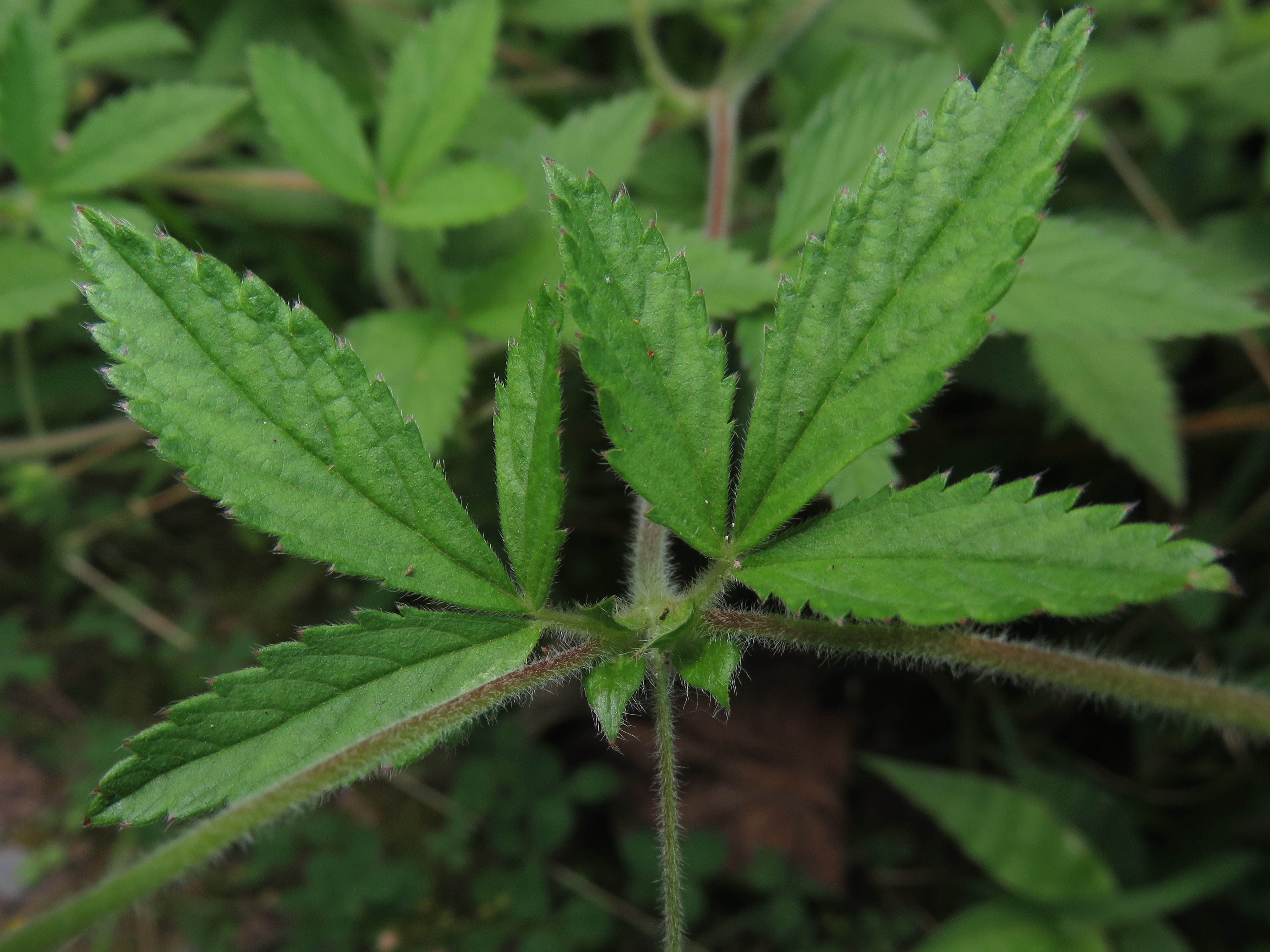
3출엽